# Victor Wahltuch
Victor Leonard Wahltuch (Manchester, 24 maggio 1875 – Londra, 27 agosto 1953) è stato uno scacchista inglese.
Principali risultati:
- 1907:   =1º a Blackpool con George Shories
- 1908:   1º a Blackpool
- 1910:   =3º a Blackpool (vinse Yates)
- 1919:   5º-6º nel torneo di Hastings (vinto da Capablanca)
- 1921:   =1º con Yates a Manchester (Wahltuch vinse il play-off)
- 1922:   13º nel torneo di Londra (vinto da Capablanca)[1]
- 1925:   8º ad Hastings (vinsero Alekhine e Vidmar)
- 1927:   5º a Scarborough (vinse Edgar Colle)
- 1929:   4º a Scarborough (vinsero Tartakower e Harold Saunders)

Wahltuch partecipò con l'Inghilterra, in 1ª riserva, alle Olimpiadi di Praga 1931.